# Théâtre Boulimie
 (août 2012).
Le théâtre Boulimie est un théâtre de la ville de Lausanne, en Suisse. Fondé et dirigé par Lova Golovtchiner, il présente principalement des spectacles humoristiques.

## Histoire
Le premier théâtre à porter le nom de Boulimie est celui de l'Université de Lausanne, monté par de jeunes comédiens dont Lova Golovtchiner et sa future femme Martine Jeanneret et dont le nom vient du titre de leur premier spectacle ; ce théâtre deviendra ensuite le cabaret officiel de l'exposition nationale suisse de 1964 pendant laquelle la troupe donne 190 représentations devant près de 15 000 spectateurs. 
Désireux de poursuivre ses activités, le cabaret-théâtre Boulime demande des subventions à la ville, qui lui sont refusées sous prétexte que le genre de « cabaret-théâtre » ne correspond pas aux critères mis en place par le fonds du théâtre en Suisse romande (FTSR) alors dominé par Charles Apothéloz, fondateur du centre dramatique romand et qui prône une limitation de ces subventions aux seuls professionnels de la branche.
En 1970, la troupe transforme l'ancien Restaurant Populaire situé près de la place de la Riponne à Lausanne en salle de théâtre de 150 places et y présente sa première saison. Depuis cette date, le théâtre Boulimie a présenté ses propres créations, mais a également produit et réalisé des œuvres de nombreuses personnalités, parmi lesquelles Eugène Ionesco, Woody Allen, Victor Lanoux, Boris Vian, Pierre Dac, Friedrich Dürrenmatt ou Roland Topor.
En 2012, Martine Jeanneret et Lova Golovtchiner expriment leur désir de se retirer pour la fin de la saison 2013-2014. Cette annonce de départ provoque une polémique entre les directeurs qui souhaitent désigner eux-mêmes leurs successeurs et la ville de Lausanne, propriétaire du bâtiment et principal subventionneur du théâtre, qui désire « lancer un appel à un projet pour un théâtre renouvelé ». Quelques mois après cette annonce cependant, Frédéric Gérard et Kaya Güner, successeurs choisis par les anciens directeurs, sont confirmés comme nouveaux responsables sans qu'une mise au concours n'ait été organisée. Ils sont remplacés le 1er juillet 2020 par l'humoriste Frédéric Recrosio et Marion Houriet, spécialiste en gestion culturelle.